# آپوداکا
آپوداکا (به اسپانیایی: Apodaca) از شهرهای کشور مکزیک است که در ایالت نوئوو لئون قرار دارد و جمعیت آن طبق سرشماری سال ۲۰۱۰ میلادی ۴۶۷٬۱۵۷ نفر بوده است.